# СДА-10/251
СДА-10/251 — азотная компрессорная станция на шасси грузового автомобиля. Обычно используется вездеходное шасси КамАЗ или Урал. Данная модель популярна у нефтегазовых компаний и у компаний, предоставляющих нефтесервисные услуги. Популярность обуславливается высокой производительностью и высоким давлением азота на выходе.
Данная азотная компрессорная станция, размещённая на шасси, предназначена для выработки газовой смеси с высоким содержанием азота под давлением. Азот выделяется из воздуха с использованием мембранной технологии разделения газов (мембранные картриджи).

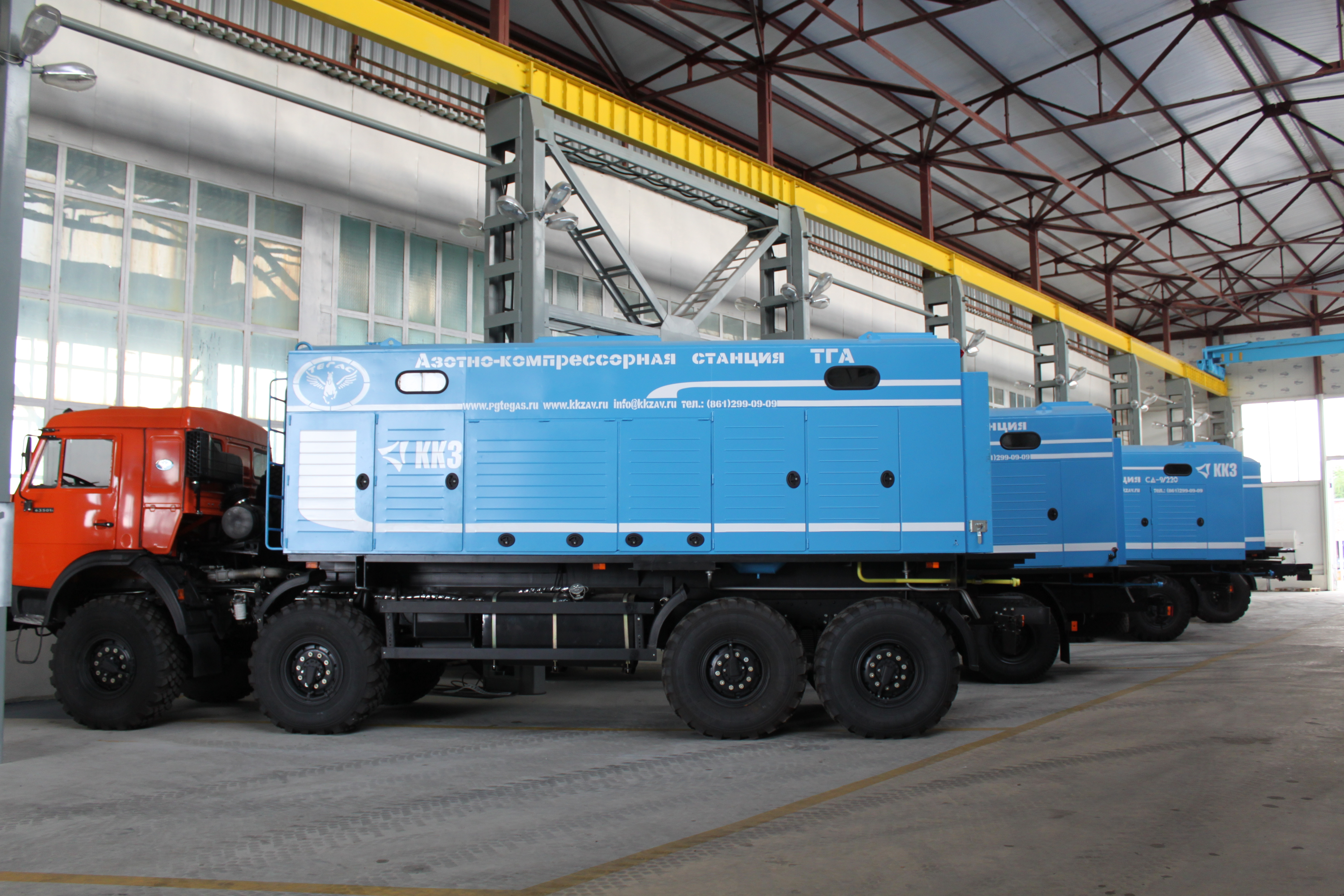
азотная станция СДА-10/251

## Состав азотной компрессорной станции СДА-10/251
Азотная станция СДА-10/251 включает в себя следующие основные компоненты:
- газоразделительный блок (на основе мембранной технологии);
- блок воздухоподготовки;
- блок управления;
- воздушный компрессор;
- дожимной компрессор[2].

## Принцип работы
Воздух подаётся в компрессор, далее сжатый воздух попадает в систему воздухоподготовки, где очищается от масла, примесей, воды и подогревается. Очищенный воздух подаётся в мембранный блок газоразделения, где часть молекул кислорода, оставшейся влаги, углекислого газа и других газов проникает через волокна трубок и выводится в атмосферу. Оставшаяся газовая смесь, состоящая почти полностью из азота, проходя внутри половолоконных трубок, попадает в дожимной компрессор, где дожимается до давления 250 атм. В некоторых модификациях азотных станций СДА-10/251 (например, производства ТЕГАС), используется компрессор, способный сразу сжимать газ до давления 250 атм. (компрессор 4ГМ2,5-10/251) без использования второго компрессора. В остальных модификациях используется винтовой компрессор для подачи воздуха в газоразделительный блок, далее полученный азот сжимается до необходимого давления в дожимном поршневом компрессоре.

## Использование станции СДА-10/251
В основном станция используется в нефтегазовой отрасли:
- Продувка и опрессовка нефтепроводов и газопроводов;
- Осушка нефтегазопроводов и оборудования;
- Азотное пожаротушение;
- Стимуляция притока скважин, цементирование скважин;
- Бурение скважин;
- Ремонт скважин.

## Характеристики СДА-10/251 на шасси КАМАЗ-63501
(в таблице приведены характеристики СДА-10/251 производства ООО «ККЗ»)
| Давление конечное:          | до 250 кгс/см2 (типовое)                                            |
| Содержание азота:           | не менее 95 % (типовое)                                             |
| Содержание кислорода:       | не более 5 % (типовое)                                              |
| Производительность:         | 10 м3/мин. (типовое)                                                |
| Мощность станции, не более: | 450 л.с. (в модификации)                                            |
| Компрессор:                 | 4гм2,5-10/251 (в модификации)                                       |
| Тип привода компрессора:    | дизельный с жидкостной закрытой системой охлаждения (в модификации) |
| Габаритные размеры:         | 10мх2,5мх3,6м (в модификации)                                       |
| Масса:                      | 26500 кг. (в модификации)                                           |